# 油池
油池（英語：Yew Tee）是新加坡西部的一个区域。为蔡厝港下的一个分区。

## 歷史
油池（閩南語白話字：Iû-tî）曾爲兀蘭路邊上的一個小村莊。
在學者Victor R. Savege和Brenda S. A. Yeoh所著的《地名學：新加坡街名研究》中，引用1991年《海峽時報》報導，稱該村莊之所以被命名爲油池，是因爲在日本占领时期（1942年至1945年），當地曾儲存油品。油池村曾住有300多戶人家，大多數都是種植蔬菜、飼養雞鴨的小農。之後油池的土地被發展，導致許多居民搬離。
然而，在學者黃友平所著的《新加坡地名探索》中，引用1938年《新加坡自由西報》報導，證明當地實際上在1938年就已被命名爲Yew Tee。油池村是因爲有數個油池而得名，但它們皆毀於二戰。根據1924年《海峽時報》報導，當地油庫的建立始於1922年，並預計在1925年4月完工，油庫有約70座，該工程也將當地叢林發展成一小市鎮。
此外，1941年《南洋商報》也已報道過油池村有幾十個政府蓄油池。油池村在兩年前本是山芭一小市鎮，除了馬路西邊有亞答店鋪、蓄油池以及一無線電臺外，其餘皆爲橡膠林。在1940年3月22日，油池發生大火，共有25間老舊店屋被燒毀，250人無家可歸，造成損失約40000元。火災後，當地建立起鋼骨水泥的現代化建築，加之當時戰雲瀰漫下，無線電臺的擴大以及城市人口的遷移，使得油池鄉村得以繁榮發展。
而根據當地居民於1988年的口述歷史，過去油池村也被叫「土油城」或「無線電腳」。二戰以前，油池村已有30多個英軍的大油庫，每個油庫都用堅固的水泥建成，油庫四周是個一、二層樓高的圍牆。油池村便是因為這些油庫而得名。二戰日軍兵臨新山海峽之前，也就是1941年快到聖誕節的時候，油池村的油庫發生劇烈爆炸，但不清楚究竟是日軍轟炸機的炮火所致，或是英軍不想讓日軍佔有油庫而親自把它們炸掉。

## 主要设施
- 油池地铁站
- 油池村联合庙
- 蔡厝港联合殿

## 政治
2015年，油池与马西岭形成马西岭-油池集选区。